# Yamagata, Yamagata

Yamagata (山形市 Yamagata-shi?) este un municipiu din Japonia, centrul administrativ al prefecturii Yamagata.

## Personalități născute aici
- Shoma Doi (n. 1992), fotbalist.